# Ellen Melville

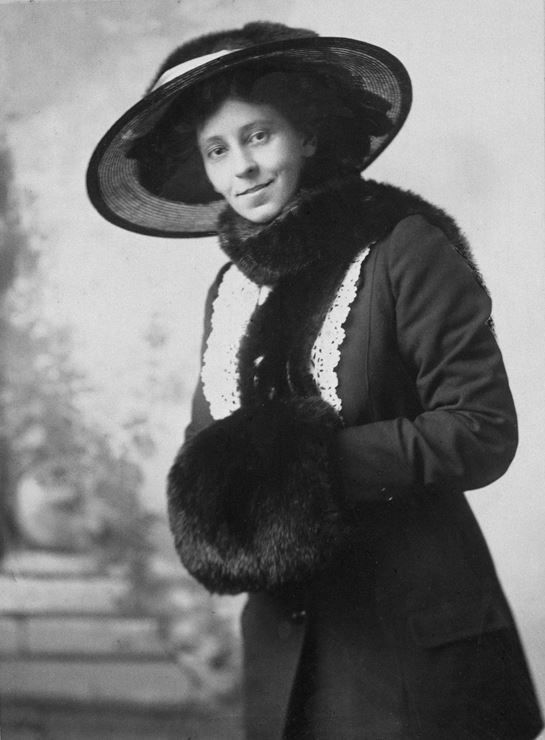
Eliza Ellen Melville
(undatiert)

Eliza Ellen Melville (* 13. Mai 1882 in Tokatoka, Kaipara District, Northland, Neuseeland; † 27. Juli 1946 in Remuera, einem Stadtteil von Auckland, Neuseeland) war eine neuseeländische Rechtsanwältin, Feministin und Lokalpolitikerin. Sie war die erste Frau in Neuseeland, die in einen City Council (Rat einer Stadt) gewählt wurde, und war die zweite Frau im Land, die als Rechtsanwältin praktizieren konnte.

## Frühes Leben
Eliza Ellen Melville wurde am 13. Mai 1882 als Tochter und drittes von sieben Kindern der Eheleute Eliza Annand Fogerty, einer ehemaligen Lehrerin und Gouvernante, und des Bootsbauers Alexander Melville in Tokatoka im Kaipara District geboren. Ellen wurde bis zu ihrem siebten Lebensjahr von ihrer Mutter unterrichtet und besuchte danach die kleine Schule im Dorf. 1995 gewann sie den Junior District Scholarship, der ihr die Möglichkeit eröffnete, in Auckland die Auckland College and Grammar School zu besuchen.

## Ausbildung und Beruf als Anwältin
Nach Ende ihrer Schulzeit bestand sie 1898, der Beruf der Juristin wurde gerade für Frauen geöffnet, die Solicitors’ General Knowledge Examination. Sie fand eine Anstellung in der Kanzlei Devore und Cooper und begann 1904 in Abendkursen ein Jurastudium am Auckland University College. Im Dezember 1906 wurde Melville zur Anwaltskammer zugelassen und eröffnete drei Jahre später ihre eigene Anwaltskanzlei. Sie war damit nach Ethel Benjamin die zweite Frau in Neuseeland mit einer eigenen Kanzlei.

## Arbeit in der Frauenbewegung
Während ihrer Arbeit als Anwältin widmete sich Melville der Förderung von Frauen, gründete Frauenvereine und förderte die Beteiligung von Frauen am öffentlichen Leben. Einer der Frauenvereine war der YWCA Women’s Club in Auckland, der sich als Treffpunkt für berufstätige Frauen entwickelte, die dort aktuelle Themen diskutieren konnten. Melville war auch eine der führenden Persönlichkeiten, die zusammen mit anderen Frauen den Auckland-Zweig des National Council of Women of New Zealand (NCWNZ) im Jahr 1917 wiederbelebten. Im folgenden Jahr reiste sie im April nach Wellington, um an der nationalen Konferenz des auch dort wiederbelebten NCWNZ teilzunehmen. Melville wurde die erste Präsidentin des Auckland-Zweigs des NCWNZ und hatte das Amt insgesamt neun Mal inne. Zwischen 1919 und 1922 übernahm sie die Präsidentschaft der Organisation in der Region. Der Auckland Women’s Club, die New Zealand Society for the Protection of Women and Children, das Women’s Forum und während der Depression in den 1930er Jahren das Auckland Unemployed Women’s Emergency Committee waren einige der anderen Organisationen, in denen Melville Ämter innehatte.

## Reisen
1924 reiste Melville nach Europa, um mit der Frauenbewegung in Übersee in Kontakt zu kommen. Sie traf die Präsidentin des Internationalen Frauenrates Ishbel Maria Hamilton-Gordon und unterstützte Nancy Astor, erste Frau im britischen Unterhaus, bei deren Wahlkampf. 1934 nahm sie als Delegierte an der Konferenz der Pan-Pacific Women’s Association in Honolulu teil.

## Politikerin
1913 gründete Melville zusammen mit Frauen wie Rosetta Lulah Baume und Emily Maguire die Civic League, um Frauen zu ermutigen, für öffentliche Ämter zu kandidieren. 1913 kandidierte Melville dann selbst für einen Sitz im Auckland City Council und wurde als erste Frau des Landes in einen Stadtrat gewählt. Sie hielt diesen Sitz bis in das Jahr 1946.
1919 wurde das Gesetz über die parlamentarischen Rechte von Frauen, wofür sich Melville auch eingesetzt hatte, verabschiedet. Daraufhin kündigte sie ihre Kandidatur für die Reform Party im Wahlkreis Grey Lynn in Auckland an. Sie erzielt ein gutes Wahlergebnis in der Hochburg der Labour Party, wurde aber bei der nächsten Wahl von ihrer Partei zugunsten eines anderen Kandidaten ausgebootet. Sie trat dann 1922 als unabhängige Kandidatin im Wahlkreis Roskill und 1926 im Wahlkreis Eden auf, was für die Reform Party zu Stimmenverlusten und zu Verlusten ihrer Sitze dort führte. Mit den Jahren 1928, 1931, 1941 und 1943 kandidierte Ellen insgesamt sieben Mal für einen Sitz im Parlament, war aber, obwohl sie jedes Mal gute Wahlergebnisse erzielt, nie erfolgreich. 1944 gründete sie dann die Bewegung „Women to Wellington“. Damit wollte sie Frauen aus Auckland dazu ermutigen, für das Parlament zu kandidieren.
Eliza Ellen Melville verstarb am 27. Juli 1946 in Remuera, einem Stadtteil von Auckland.

## Erinnerung
Ihr zu Ehren und um an sie zu erinnern, wurde im Zentrum von Auckland die Ellen Melville Hall errichtet. Auch der Melville Park im Stadtteil Epsom soll an ihre Unterstützung von Sportlerinnen erinnern.